# 34551 Andrianova
34551 Andrianova è un asteroide della fascia principale. Scoperto nel 2000, presenta un'orbita caratterizzata da un semiasse maggiore pari a 2,6301845 au e da un'eccentricità di 0,1273391, inclinata di 8,92278° rispetto all'eclittica.